# Melasma scabrum
Melasma scabrum är en snyltrotsväxtart som beskrevs av Berg.. Melasma scabrum ingår i släktet Melasma och familjen snyltrotsväxter. Inga underarter finns listade i Catalogue of Life.